# Animal-totem
L’animal-totem est un animal vénéré comme une divinité, l'ancêtre d'un clan ou un protecteur. Très présent dans les cultures autochtones d'Amérique, l'animal-totem se trouve également dans de nombreuses cultures africaines et européennes.

## Quelques animaux-totems de l'Ancien Monde
Il existe de nombreuses traces d'animaux-totem et de vénérations associées dans les sociétés anciennes, en particulier en Afrique où la gazelle était honorée après sa mort, ce qui a donné naissance à un conte swahili mettant en scène une gazelle comme animal-totem protecteur. Chez les Wanika, peuple d’Afrique orientale, c'est la hyène qui était considérée comme l'ancêtre du clan et célébrée plus solennellement que le chef à sa mort. On retrouve le même type de vénération en Mongolie, dans un conte où la mort d'un renard qui a aidé un jeune homme à se marier donne lieu à quinze jours de funérailles et au sacrifice d'un taureau, ou encore en Grèce antique, aussi bien pour le homard que pour le hibou, enterré par les membres du clan des hiboux de Samoa comme s'il était un homme. 
De manière générale, ces animaux qui jouent un rôle de totem protecteur dans les contes et légendes sont plus fréquemment le renard, l'aigle, la gazelle, le chacal et bien sûr le chat, plus rarement le chien et le singe. 